# Jakob Schubert
Jakob Schubert (* 31. Dezember 1990 in Innsbruck) ist ein österreichischer Sportkletterer, der sowohl am Fels wie auch bei Wettkämpfen im Schwierigkeitsklettern und Bouldern erfolgreich ist. Er zählt zu den erfolgreichsten Kletterern seiner Generation. Er ist sechsfacher Weltmeister und gewann unter anderem zwei Titel bei der Kletterweltmeisterschaft 2018 in seiner Heimatstadt Innsbruck. Er ist zweifacher Olympionike (2020, 2024) und gewann bei beiden Spielen eine Bronzemedaille.

## Karriere
Er startet für den Kletterverband Österreich.
Schubert ist aktiver Sportler des Heeressportzentrums des Österreichischen Bundesheers mit Dienstgrad Zugsführer und trainiert im Heeresleistungszentrum in Innsbruck, weiters ist er Mitglied des Nationalkaders und wird vom österreichischen Nationaltrainer Reinhold Scherer trainiert.
Seine Schwester Hannah Schubert war ebenfalls als Sportkletterin aktiv, sie beendete ihre Wettkampfkarriere im Mai 2023.
Schubert begann im Alter von zwölf Jahren mit dem Klettern, 2004 startete er das erste Mal bei Wettkämpfen. Bereits im Jahr darauf konnte er die Österreichische Meisterschaft in der Jugend B gewinnen sowie bei der Jugendweltmeisterschaft in Peking den zweiten Platz hinter David Lama belegen.
Seinen ersten Titel bei den Herren errang er 2008 mit dem Gewinn des Austria-Cups, später folgten im Weltcup u. a. zwei Tagessiege sowie ein zweiter Platz in der Gesamtwertung. Im Jahr 2011 gewann er den Gesamtweltcup in Lead und Overall.
Seine bisher schwersten Routen am natürlichen Fels gelangen ihm im Dezember 2014 sowie im Januar 2016 in Spanien mit (Fight or Flight, Schwierigkeitsgrad 9b) und (La Planta de Shiva, Schwierigkeitsgrad 9b).

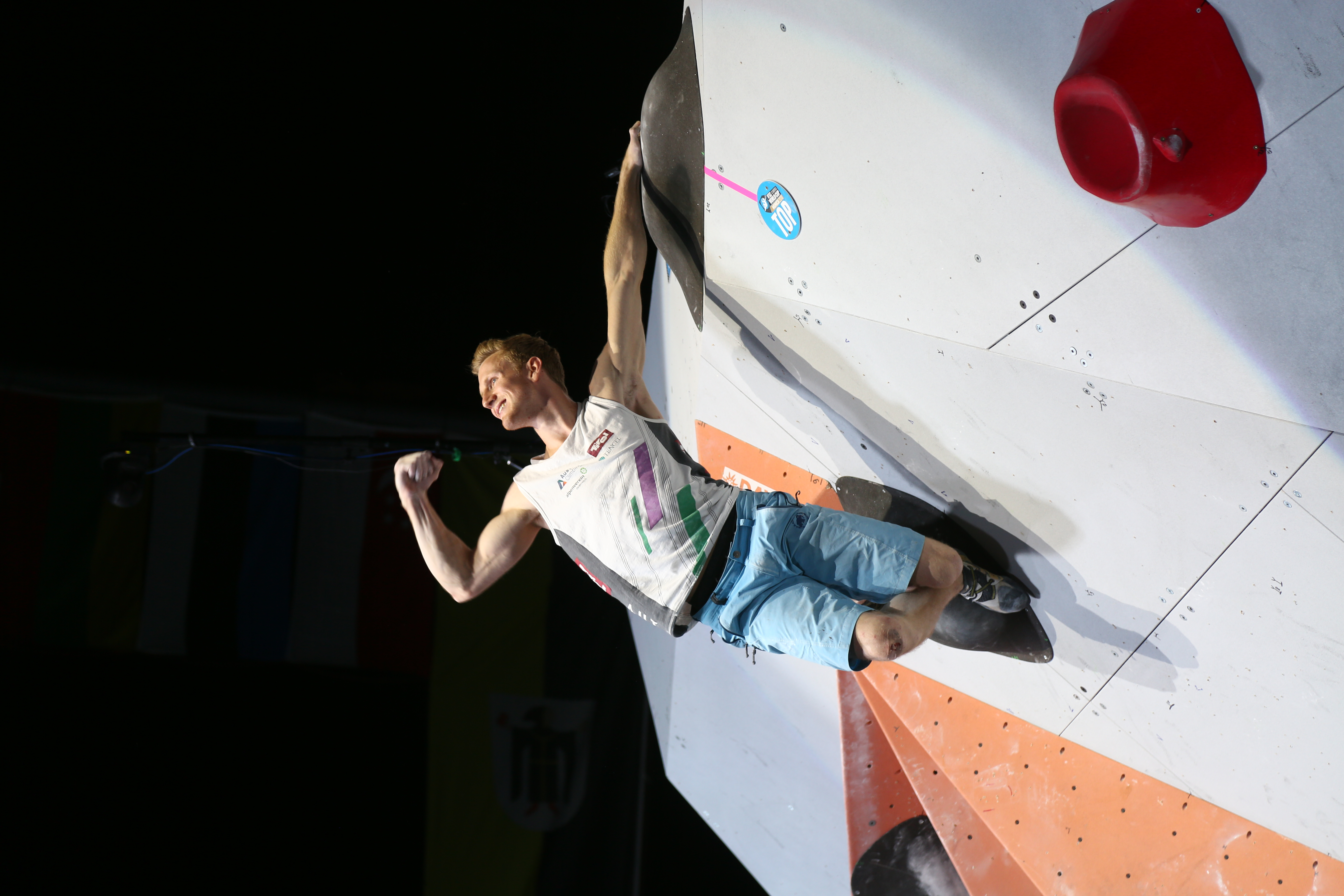
Jakob Schubert beim Boulder-Weltcup 2018

Im Januar 2018 gelang ihm außerdem die dritte Begehung der Route Stoking the Fire (9b) in Santa Linya. Im selben Jahr gelang ihm die erste Wiederholung der Route Neanderthal (9b), welche bisher nur von Chris Sharma begangen wurde.
Im November 2019 beging er die Perfecto Mundo Route (Schwierigkeitsgrad 9b+), welche vorher nur von Stefano Ghisolfi und von Alexander Megos begangen wurde.

### Olympische Sommerspiele 2020
Durch den zweiten Platz bei der Kletterweltmeisterschaft 2019 qualifizierte er sich für die infolge der COVID-19-Pandemie nach 2021 verschobenen Olympische Sommerspiele 2020. Dort gelang es ihm sich als Vierter der Qualifikation für das Finale zu qualifizieren.
Nach einem siebenten Platz im Speed-Wettbewerb und einem fünften Platz beim Bouldern, konnte er die Lead-Konkurrenz mit dem einzigen Top aller Teilnehmer für sich entscheiden und so die Bronzemedaille gewinnen.
Im Januar 2022 kletterte er mit der Route Erebor seine sechste 9b-Route.
2023 holte Schubert bei der Kletterweltmeisterschaft 2023 in Bern seine mittlerweile vierte Goldmedaille im Vorstieg. In der Kombination wurde er zum zweiten Mal nach 2018 Weltmeister und holte damit als erster männlicher Sportkletterer sechs Goldmedaillen bei Weltmeisterschaften.
Am 20. September 2023 gelang Schubert die Erstbegehung der Route B.I.G. im norwegischen Flatanger. Die Route wurde von Adam Ondra angelegt und von Schubert mit 9c gewertet. Damit ist B.I.G. nach Silence und DNA die dritte Route in diesem Grad. Von mehreren Beobachtern wurde sie als eine der schwersten Routen der Welt bezeichnet, die sich neben dem Schwierigkeitsgrad auch durch ihre überdurchschnittliche Länge auszeichnet. Der Durchstieg wurde via Social Media im Livestream übertragen.
Im Dezember 2023 gelang ihm die Begehung des Boulders Alphane (9A) in Chironico. Damit ist er der erste Kletterer, der eine Route und einen Boulder im derzeit schwierigstem Grad durchsteigen konnte.

### Olympische Sommerspiele 2024
Jakob Schubert startete bei den Olympischen Sommerspielen 2024 in Paris und gewann Bronze im kombinierten Boulder und Lead.
Im November 2024 gewann er mit Jessica Pilz gegen das Schweizer Duo Andrea Kumin und Sascha Lehmann das Finale des Red Bull Dual Ascent an der Verzasca-Staumauer. Ebenfalls im November 2024 wurde er als Tiroler des Jahres ausgezeichnet.

## Erfolge

### Wettkämpfe
(Quelle:)
- Bronze bei den Olympischen Sommerspielen 2024 in Paris
- Bronze bei den Olympischen Sommerspielen 2020 in Tokio
- 1. Platz Weltcupgesamtwertung (Lead) 2011, 2014, 2018
- 1. Platz Weltcupgesamtwertung (Kombination) 2011, 2012, 2013, 2018
- Weltcup: 23 Tagessiege[18] sowie mehrere zweite Plätze
- Weltmeister (Lead) 2012, 2018, 2021, 2023
- Weltmeister (Kombination) 2018, 2023
- Vizeweltmeister (Lead) 2011, 2016
- Vizeweltmeister (Boulder) 2019
- Vizeweltmeister (Kombination) 2019
- Europameister (Kombination) 2022[19]
- Österreichischer Meister (Boulder) 2010
- Österreichischer Meister (Lead) 2011, 2012, 2013, 2014, 2016, 2017, 2018, 2019, 2020, 2021
- Österreichischer Meister (Kombination) 2019
- 1. Platz Rockmaster (Duell) 2012, 2019
- 2. Platz Rockmaster (Lead) 2010
- 2. Platz Europameisterschaft (Kombination) 2017
- 3. Platz Europameisterschaft (Lead) 2010, 2017
- 3. Platz Europameisterschaft (Boulder) 2013
- Jugendweltmeister 2007, 2008, 2009
- European Youth Series (Europäische Jugendmeisterschaften): Gesamtsieger 2006, 2007, 2008
- Austria-Cup-Sieger 2008, 2. Platz 2009

### Sportklettern am Fels (Auswahl)
(Quelle:)
9c
- B.I.G. – Hanshelleren bei Flatanger, Norwegen – 20. September 2023 – Erstbegehung[21]

9b+
- Perfecto Mundo – Margalef, Katalonien, Spanien – November 2019 – Dritte Begehung – Erstbegangen von Alex Megos[22]

9b
- Erebor – Arco, Italien – Januar 2022 – Erstbegangen von Stefano Ghisolfi, ursprünglich 9b/+, von Adam Ondra bewertet auf 9b
- King Capella – Siurana, Spanien – Dezember 2021 – Dritte Begehung – Erstbegangen von William Bosi, ursprünglich 9b+, von Schubert abgewertet auf 9b
- Stoking Fire – Santa Lynia, Spanien – Januar 2018 – Dritte Begehung – Erstbegangen von Chris Sharma
- Neanderthal – Santa Lynia, Spanien – Dezember 2018 – Erste Wiederholung – Erstbegangen von Chris Sharma
- La Planta de Shiva – Villanueva del Rosario, Spanien – Januar 2016 – Zweite Begehung
- Fight or Flight – in Oliana, Spanien – Dezember 2014

9a+
- Kangaroo Limb – Hanshelleren bei Flatanger, Norwegen – Zweite Begehung – Mai 2016
- Thor's Hammer – Hanshelleren bei Flatanger, Norwegen – August 2015[23]
- Papichulo – Oliana, Spanien – April 2011[24]

9a
- Hades – Nassereith, Österreich – Mai 2010[25]
- Underground – Klettergebiet Massone, Arco, Italien – März 2010[26]

### Boulder (Auswahl)
(Quelle:)
Fb. 9a
- Alphane – Chironico, Schweiz – Dezember 2023

Fb. 8c
- Primitivo – Valle Bavone, Schweiz – März 2021
- La Force Tranquille direct – Magic Wood, Schweiz – November 2020
- La Force Tranquille – Magic Wood, Schweiz – November 2020

Fb. 8b+
- Anam Cara – Silvretta, Österreich – August 2021 – flash
- Unendliche Geschichte – Magic Wood, Schweiz – Juni 2020 – flash
- Catalan Witness the Fitness – La Cova de l'odell, Spanien – Januar 2018 – flash

### Deep Water Soloing
(Quelle:)
- Es Pontàs – Mallorca, Spanien – Oktober 2021 – Erstbegangen von Chris Sharma, bewertet mit 9a+
- Alasha – Mallorca, Spanien – Oktober 2021 – Erste Wiederholung – Erstbegangen von Chris Sharma, bewertet mit 9a